# Grand Incendie de New York de 1835
Pour les articles homonymes, voir Grand Incendie de New York de 1776.
Le Grand Incendie de New York de 1835 est un sinistre ayant détruit la Bourse de New York et la plupart des bâtiments de la pointe sud de Manhattan près de Wall Street les 16 et 17 décembre 1835.

## Historique
L’incendie se déclara, alors que la ville était recouverte par la neige, dans la soirée du 16 décembre dans un entrepôt de cinq étages sis 25 Merchant Street à l’intersection avec Pearl Street entre Hanover Square et Wall Street et fut alimenté par des vents violents soufflant du nord-ouest vers l’East River. Avec des températures avoisinant les −27 °C, l’East River était gelée, les pompiers furent obligés de percer des trous dans la glace pour se procurer une eau, qui se mit à geler dans les tuyaux et les pompes. Les tentatives pour faire sauter les édifices dans son chemin furent contrecarrées par un manque de poudre à canon. Des pompiers venus de Philadelphie prêter main-forte à leurs collègues leur dirent que les signes de l’incendie étaient visibles de chez eux.
Vers 2 h 0, les Marines revinrent du New York Navy Yard avec la poudre et firent sauter des bâtiments en travers de l’incendie, qui couvrait désormais 50 hectares, 17 rues de Manhattan, détruisant entre 530 et 700 bâtiments, sur une zone signalée comme allant de Coenties Slip au sud à Maiden Lane au nord, la rue William à l’ouest jusqu’à l’East River. Les pertes furent estimées à vingt millions de dollars, ce qui, en valeur actuelle équivaut à des centaines de millions. Seules deux personnes perdirent la vie.

Le siège de plusieurs compagnies d’assurance ayant brulé, ces entreprises avaient fait faillite et se trouvaient dans l’impossibilité d’indemniser leurs assurés. Il existe une description du sinistre dans l’History of the City of New York de Martha Joanna Lamb et Burton Harrison : 

« Beaucoup de magasins étant neufs, avec des volets en fer et des portes et des toits en cuivre, ils brulaient comme s’il s’agissait d’immenses fonderies à ciel ouvert. Par moments, la chaleur faisait fondre les toitures de cuivre dont le liquide en fusion coulait à grosses gouttes. La tempête soufflait en direction de l’East River. On entendait mur après mur s’effondrer comme une avalanche. Des langues de feu, s’élançant des toits et des fenêtres le long de rues entières, semblaient s’affronter. L’eau de la baie ressemblait à une vaste mer de sang. Les cloches sonnèrent pendant un moment avant de cesser. Les deux côtés de Pearl Street et de Hanover Square étaient en même temps dans la gueule du monstre affamé. »

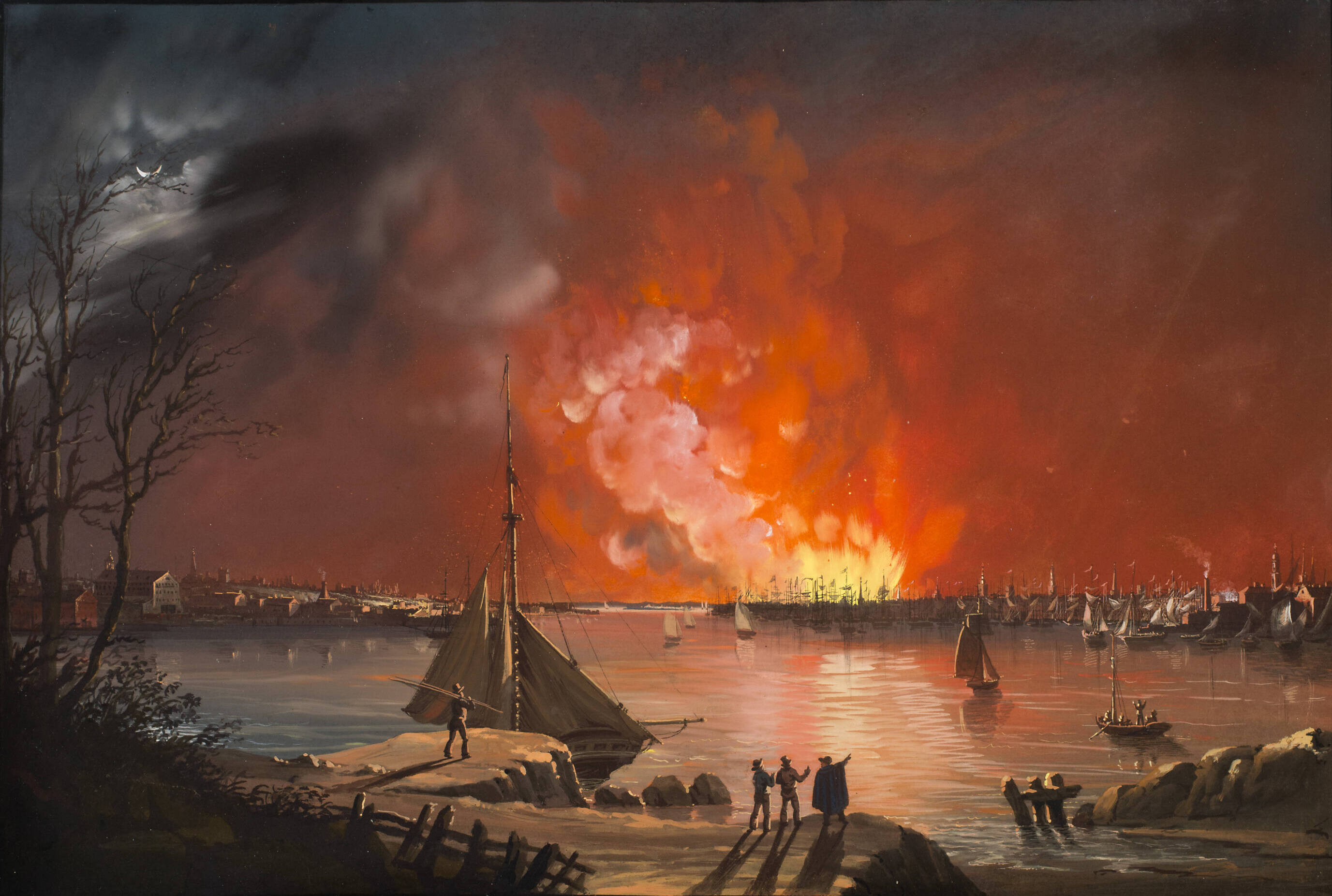
Vue du grand incendie de New York des 16 décembre- 1835- et 17 décembre 1835 de Williamsburg, Nicolino Calyo.

Une enquête attribua la cause de l’incendie à un tuyau de gaz éclaté qui fut enflammé par un poêle à charbon. Comme cet incendie eut lieu au milieu d’un boom économique provoqué par l’ouverture récente du canal Érié, le bois des bâtiments détruits fut rapidement remplacé par de la pierre et de la brique moins sujettes aux incendies majeurs. Le feu suscita également la construction d’un nouvel aqueduc municipal, aujourd’hui connu sous le nom de « Croton Aqueduct ». Les services d’incendie furent réformés et agrandis. Ceci eut pour conséquence d’être le dernier grand incendie de New York.
La seule perte majeure pour New York fut les compagnies d’assurance qui, ayant perdu leurs locaux dans l’incendie, décidèrent que la reconstruction ne valait pas le risque et préférèrent déménager leurs services à Hartford dans le Connecticut, où elles sont toujours à l’heure actuelle, cette ville étant aujourd’hui connue comme la « capitale mondiale des assurances ».

## Sources
- (en) Cet article est partiellement ou en totalité issu de l’article de Wikipédia en anglais intitulé « Great Fire of New York » (voir la liste des auteurs).